# خاور (خبرگزاری)
خاور (فارسی تاجیکی: Ховар) یا به‌طور رسمی آگنتی ملی اطلاعاتی تاجیکستان (Агентии миллии иттилоотии Тоҷикистон) خبرگزاری رسمی و دولتی تاجیکستان است. خاور به زبان‌های فارسی تاجیکی، فارسی، روسی، انگلیسی، عربی و ازبکی در دسترس است.

## پیشینه
این خبرگزاری در ۳۱ دسامبر ۱۹۲۵ به عنوان آگنتی تلگرافی جمهوری تاجیکستان (Агентии телеграфии Ҷумҳурии Тоҷикистон) در دوران جمهوری سوسیالیستی خودمختار شوروی تاجیکستان تأسیس شد. آژانس در طول جنگ جهانی دوم علی‌رغم پیوستن بسیاری از کارکنان آن به ارتش سرخ، گزارش‌های تصویری ویژه و وضعیت جبهه شرقی را در حالی که اتحاد جماهیر شوروی با آلمان نازی می‌جنگید، توصیف می‌کرد. پس از جنگ، آژانس به گسترش قابلیت‌های خود ادامه داد. در ۱۰ آوریل ۱۹۹۲، آژانس به آگنتی خبری تاجیکستان - خاور تغییر نام داد و در ۳۰ آوریل ۲۰۰۴ به عنوان مرکز اطلاعات دولتی دولتی تحت نظر دولت تاجیکستان شناخته شد و به آگنتی ملی اطلاعاتی تاجیکستان - خاور تغییر نام داد.
رادیو خاور اف‌ام یک شرکت تابعه است که در سال ۲۰۱۱ تأسیس شد، از آن زمان به یکی از محبوب‌ترین ایستگاه‌های رادیویی در کشور تبدیل شده‌است.